# Anekdote
Eine Anekdote (griechisch ἀνέκδοτον, anékdoton, „nicht herausgegeben“) ist eine kurze, oft geistreiche oder witzige Schilderung einer bemerkenswerten oder charakteristischen Begebenheit, meist im Leben einer Person. Die drei wichtigsten Merkmale der Anekdote sind die scharfe Charakterisierung einer oder auch mehrerer Personen, die Reduktion auf das Wesentliche und die Pointe.
In der Alltagssprache ist eine Anekdote die (meist mündliche) Schilderung einer kuriosen, ungewöhnlichen oder seltsamen Begebenheit, ohne jeden literarischen Anspruch. Die Urheber solcher alltäglich kursierenden Anekdoten sind – ähnlich wie die von Witzen – oft unbekannt. Andererseits gibt es Anekdoten auch als literarisches Genre.
Darüber hinaus wird beispielsweise in der Medizin ein Kenntnisstand als „anekdotisch“ (abgekürzt anekd.) bezeichnet, der auf unsystematisch gewonnenen einzelnen Berichten beruht.

## Begriffsherkunft und Entwicklung

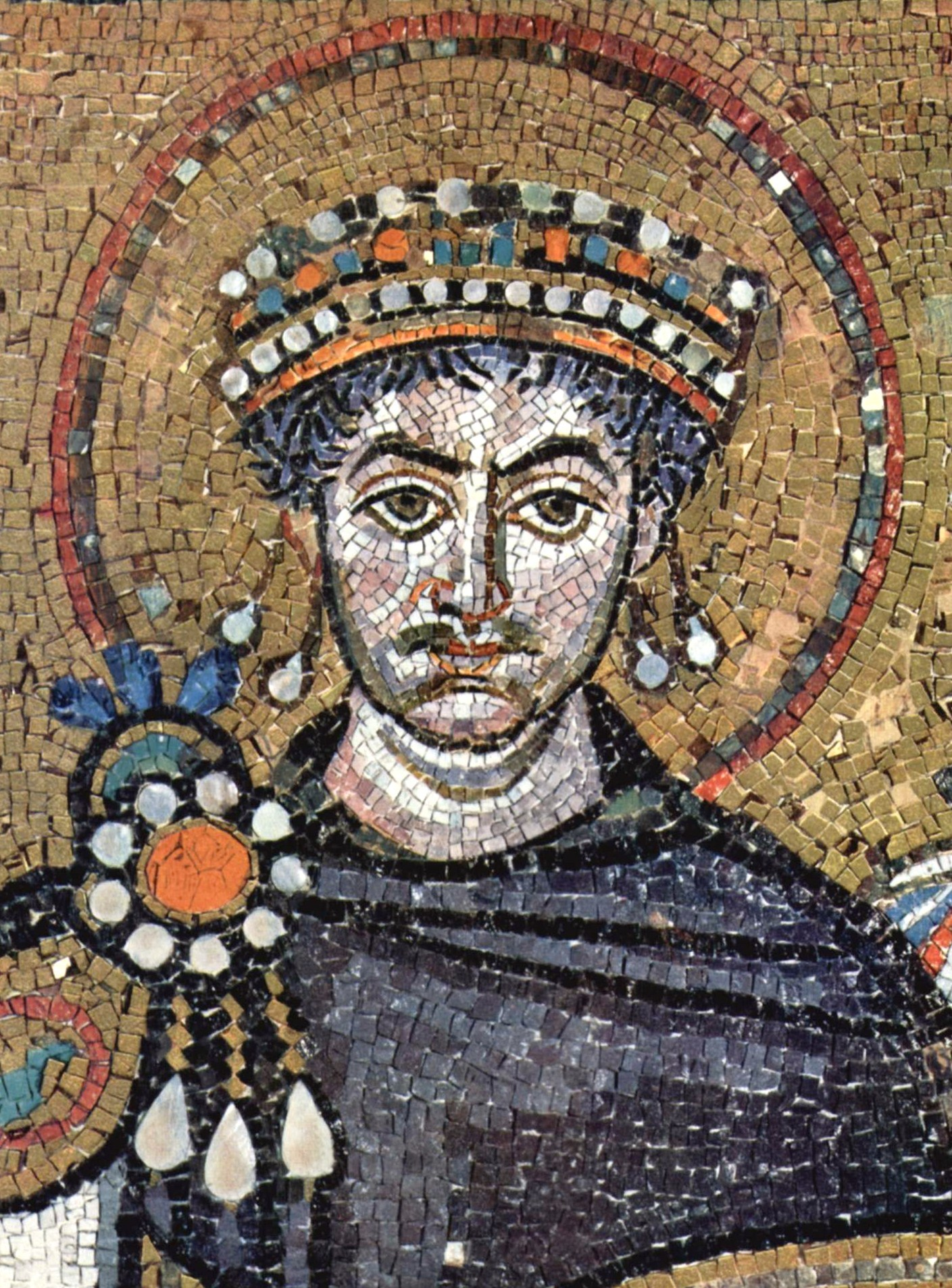
Justinian I.

In der klassischen Antike wurde ein noch nicht publizierter Text ἀνέκδοτος (anékdotos) genannt. Die moderne Bedeutung wurde dann stark geprägt durch den spätantiken Historiker Prokopios von Caesarea, der im 6. Jahrhundert eine kritische Schrift über den oströmischen Kaiser Justinian I. verfasste, die nach dessen Tod unter dem Titel Ἀνέκδοτα (Anekdota, oft übersetzt als „unveröffentlichte Memoiren“ oder „Geheimgeschichte“) erschien. Mit diesem Werk, das literarisch als Schmähschrift einzuordnen ist, verbreitete Prokopios gezielt Klatschgeschichten (von solchen berichteten allerdings bereits frühere Autoren, etwa Sueton) oder teils schlichte Unterstellungen bzw. Unwahrheiten; im Gegensatz zu seinem Geschichtswerk, den berühmten Historien, bemühte sich Prokopios in den Anekdota nicht um (wenigstens scheinbare) Objektivität. Vielmehr betrieb Prokopios hier offene, sehr scharfe Kritik am Kaiser und seinem Umfeld.
Seither gilt die Anekdote als eine Erzählung aus dem Leben einer bekannten Persönlichkeit. Ein wesentliches Merkmal der Anekdote ist es, dass sie versucht, durch eine scheinbar zufällige Äußerung oder Handlung die Eigenart einer Person zu verdeutlichen. Anekdoten wurden auch schon früher von Historikern genutzt, um Persönlichkeiten, die zu der Zeit als Legenden galten, zu charakterisieren. In der Antike entsprachen dem modernen Begriff „Anekdote“ verschiedene literarische Formen (Apomnemoneumata, Apophthegma, facete dictum, Gnome, Chrie, Aphorismus, Exemplum). Bekannt für Anekdoten im heutigen Sinne ist der Philosoph und Biograph Plutarch, von dem mittlerweile die Geschichtswissenschaft überzeugt ist, dass er sich die meisten seiner Anekdoten selbst ausdachte.
Ursprünglich wurden Anekdoten mündlich überliefert, später galten sie als eine literarische Form, die der Fabel, dem Schwank und der Schnurre verwandt war. Neue Impulse erhielt sie im 18. Jahrhundert durch die Aufklärung, die das Individuum in den Mittelpunkt stellte und darauf zielte, Persönlichkeitsmerkmale in knapper Pointierung herauszustellen. In diesem Sinne ist auch Friedrich Nietzsches bekannter Aphorismus zu verstehen: „Aus drei Anekdoten ist es möglich, das Bild eines Menschen zu geben.“

## Merkmale

### Wahrheitsgehalt und Funktion
Die Anekdote ist eine prägnante Wiedergabe einer wahren oder erfundenen Begebenheit, die den Charakter eines Menschen oder einen Zustand erhellt. Anekdoten berichten vorgeblich Tatsachen, die jedoch oft nicht verbürgt sind.
Der Anekdotensammler Gottfried Heindl (1924–2005) sagte: „Es gibt keine wahren und unwahren, es gibt nur gute und schlechte Anekdoten.“
Damit drückt er aus, dass eine Anekdote nicht im buchstäblichen Sinne authentisch sein muss. Sie muss nur eine bestimmte Situation oder den Wesenszug einer Person charakteristisch wiedergeben, um als gut anerkannt zu werden. Anekdoten verhelfen zu einer scharfen Momentaufnahme, auch wenn sie keine wahre Begebenheit schildern.
Der Architekt, Kunsthistoriker und Grafiker David Macaulay vergleicht die Anekdote mit der Karikatur:

„Die besten Porträts sind vielleicht die, in denen sich eine leichte Beimischung von der Karikatur findet, und es lässt sich fragen, ob nicht die besten Geschichtswerke die sind, in denen ein wenig von der Übertreibung der dichterischen Erzählung einsichtsvoll angewendet ist. Das bedeutet einen kleinen Verlust an Genauigkeit, aber einen großen Gewinn an Wirkung. Die schwächeren Linien sind vernachlässigt, aber die großen und charakteristischen Züge werden dem Geist für immer eingeprägt.“

Goethe wies auf die Nützlichkeit von Anekdoten im Rahmen der gepflegten Unterhaltung hin: „Eine Sammlung von Anekdoten und Maximen ist für den Weltmann der größte Schatz, wer die ersten an schicklichen Orten ins Gespräch einstreuen, der letzten im treffenden Falle sich zu erinnern weiß.“

### Kürze
Die Kürze der Schilderung gilt als wesentliches Merkmal der Anekdote. Anekdoten, die im Alltag aus dem Gedächtnis zum Besten gegeben werden oder in Anekdotensammlungen auftauchen, können aus nur wenigen Sätzen bestehen. Da in Anekdoten eine Geschichte erzählt wird, sind sie jedoch umfangreicher als etwa ein Aphorismus oder eine Sentenz, die oft nur einen einzigen Satz umfassen.
Anekdoten, die von Schriftstellern verfasst werden (Beispiele siehe unten), können einen Umfang von bis zu einigen Druckseiten haben und entsprechen dann Kurzgeschichten oder Kürzestgeschichten.

### Pointe
Anekdoten bedürfen einer Pointe, um richtig zu wirken. Mark Twain äußerte sich dazu folgendermaßen: „Für eine Anekdote braucht man drei Dinge: eine Pointe, einen Erzähler und Menschlichkeit.“
Die Pointe kann in einem geistreichen Ausspruch jener Person bestehen, die durch die Anekdote charakterisiert werden soll. Die Anekdote ähnelt in diesem Fall einem Apophthegma.

## Varianten

### Wanderanekdoten
Es kommt vor, dass ähnliche Anekdoten über verschiedene Personen erzählt werden oder dass in Varianten einer Anekdote wesentliche Details verschieden dargestellt werden. Doris Kunschmann schreibt in der Einleitung zu ihrem Großen Anekdoten-Lexikon: „Nicht immer ist die Authentizität der Prominenten-Aussprüche belegbar, und zuweilen geistert der gleiche Witz seit Jahrhunderten unter verschiedenen Urhebernamen durchs Treppenhaus der Weltgeschichte.“
So wird die Anekdote von dem verliehenen Buch, das mit Fettflecken als „Lesezeichen“ zurückkommt, mehreren Personen zugeschrieben:
- Der österreichische Schriftsteller Hugo von Hofmannsthal verfügte über einen Schatz bibliophiler Raritäten, die er ungern verlieh. Einmal bekam er ein Buch mit zahlreichen Fettflecken zurück. Hofmannsthal war darüber so verärgert, dass er eine Speckschwarte mit folgendem Kommentar zusandte: „Ich erlaube mir, Ihnen das Lesezeichen, das Sie in meinem Buch vergessen haben, zurückzuschicken.“[8]
- Eine ähnliche Anekdote erzählt man vom österreichischen Schriftsteller und Kritiker Alfred Polgar. Dieser soll dem Entleiher eines Buches eine Ölsardine zugesendet haben mit der Bemerkung: „Ich bestätige den Empfang des Buches und erlaube mir, Ihnen Ihr wertes Lesezeichen zurückzusenden.“[8]

### Anekdote als Kunstform
Zu den namhaften Vertretern der Anekdote als Kunstform gehören Johann Peter Hebel und Heinrich von Kleist.
Bei einigen Werken der Literatur weist der Titel darauf hin, dass es sich um eine Anekdote oder eine Anekdotensammlung handelt:
- Heinrich von Kleist: Anekdote aus dem letzten preußischen Kriege (1810)
- Thomas Mann: Anekdote (1908)
- Heinrich Böll: Anekdote zur Senkung der Arbeitsmoral (1963)
- Friedrich Torberg: Die Tante Jolesch oder Der Untergang des Abendlandes in Anekdoten (1975)

## Beispiel: Diogenes und Alexander

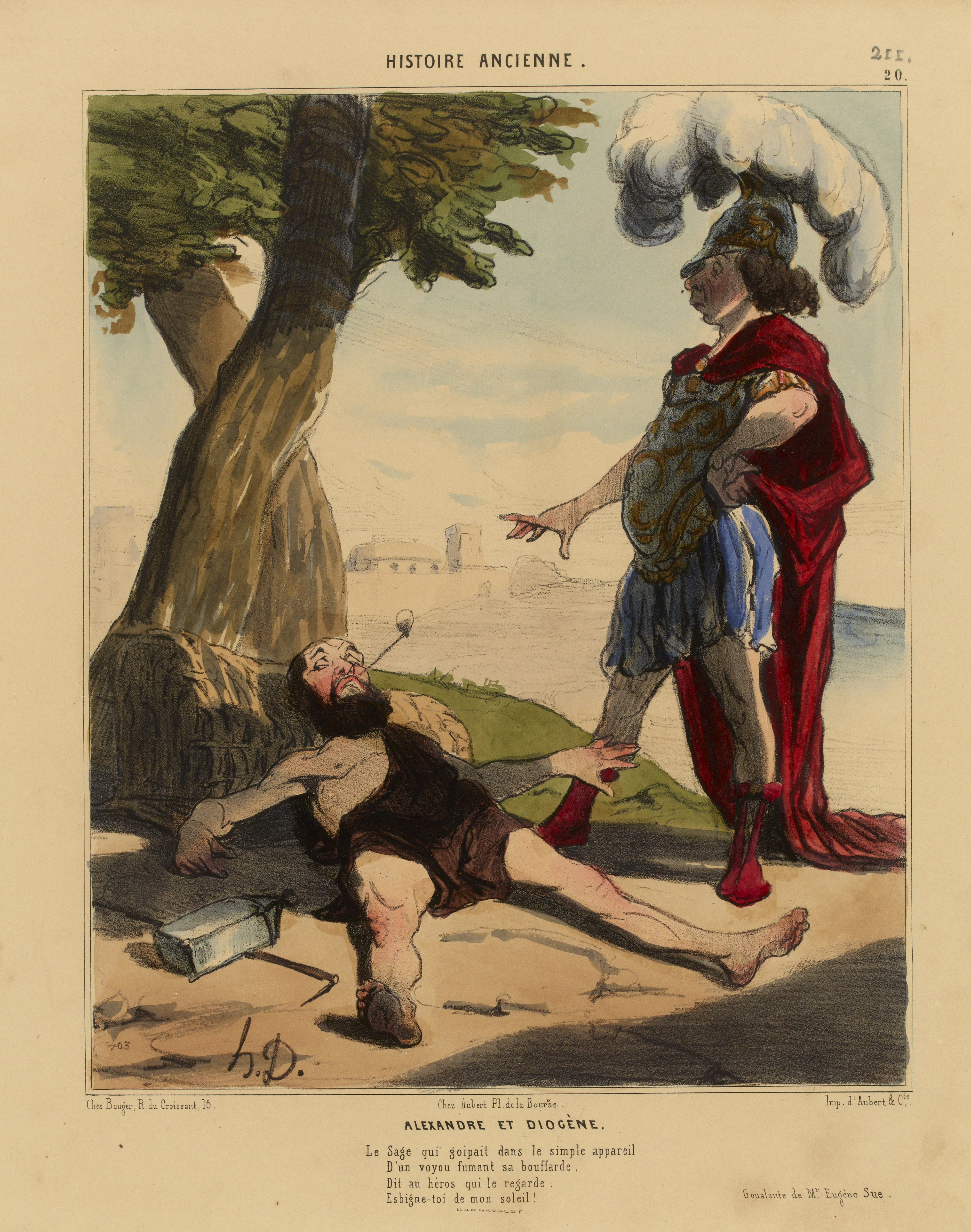
Diogenes und Alexander

Seit dem Altertum wird die angebliche Begegnung zwischen Alexander dem Großen und dem Kyniker Diogenes erzählt. Alexander war gerade zum obersten Feldherrn gewählt worden und nahm von allen Seiten Gratulationen entgegen, rechnete aber auch mit dem Erscheinen des Diogenes. Als dieser nicht kommen wollte, beschloss Alexander, ihn in Begleitung einiger Offiziere aufzusuchen. Diogenes lag gerade in der Sonne, als Alexander mit seinem Gefolge erschien und fragte, ob er etwas für ihn tun könne. Der bedürfnislose Diogenes habe ihm jedoch nur geantwortet:

Geh mir ein wenig aus der Sonne.

(altgriechisch:  – Mikron apo tou hēliou metastēthi.)

Alexander antwortete darauf zu seinen Leuten:

Wäre ich nicht Alexander, wollte ich Diogenes sein.

(altgriechisch: Εἰ μὴ Ἀλέξανδρος ἤμην, Διογένης ἂν ἤμην. – Ei mē Alexandros ēmēn, Diogenēs an ēmēn.)

Zum Wahrheitsgehalt dieser oft erzählten und von Plutarch überlieferten Anekdote heißt es auf der Website der Universität Göttingen: „Es ist unwahrscheinlich, dass König und Philosoph einander je begegnet sind. Die Anekdote charakterisiert jedoch treffend den Unterschied zwischen dem König im vollen Bewusstsein seiner Macht und dem Philosophen, der dafür nur leise Verachtung übrig hatte.“
Ihre Beliebtheit verdankt diese Anekdote wohl der Faszinationskraft des Philosophenlebens.

## Anekdotische Berichte in der Wissenschaft
„Anekdotisch“ nennt man auch Sammlungen von Einzel-Beobachtungen ohne methodische Kontrolle und statistische Gewichtung. Besonders die Alternativmedizin kann die Wirksamkeit therapeutischer Mittel oft nur „anekdotisch“ belegen. Es besteht die Gefahr selektiver Wahrnehmung, mit der Folge, dass nur erfolgreiche Anwendungen erinnert, erfolglose Versuche aber vergessen werden. Deswegen sind solche Empfehlungen wissenschaftlich fragwürdig und nur unter Vorbehalt anerkannt.

## Anthologien
- Anekdoten der Weltliteratur – Eine Auswahl aus drei Jahrtausenden, mit einem Nachwort von Federico Hindermann, Manesse Verlag, Zürich 1998, ISBN 3-7175-1586-1.
- Das muss wie im Zoo klingen – Musiker-Anekdoten, Friedrike C. Raderer und Rolf Wehmeier (Hrsg.), Philipp Reclam jun., Stuttgart 2008, ISBN 978-3-15-010654-9.